# Naissance en 1059
Naissance
- 1055
- 1056
- 1057
- 1058
- 1059
- 1060
- 1061
- 1062
- 1063

Cette page dresse une liste de personnalités nées au cours de l'année 1059 :
- `Abdul Mâlik Ibn Mas`oûd Ibn Bachkuwâl, nom complet Al Imâm Abû Marwân 'Abd Ul Mâlik Ibn Mas'ûd Ibn Bashkuwâl Al Khazrajî Al Ansârî Al Andalusî, juriste Malikite, théologien Asharite, spécialiste du hadith de Al-Andalus.
- At-Turtushi (en), philosophe politique d'Al-Andalus.
- Diego Gelmírez, archevêque de Saint-Jacques-de-Compostelle.
- Durand de Troarn, moine bénédictin, premier abbé de Saint-Martin de Troarn et théologien.
- Étienne Harding, prieur puis abbé de l'abbaye de Cîteaux, rédacteur notamment de la Charte de charité cistercienne.
- Mahaut de Pouille, comtesse de Barcelone, puis vicomtesse de Narbonne.
- Ngok Loden Sherab (en), ou Ngok Lotsawa Loden Sherab, traducteur de l'Histoire Tibetaine.

date incertaine (vers 1059)
- Henri Ier de Limbourg, comte de Limbourg et d'Arlon de 1082 à 1119 et duc de Basse-Lotharingie.

## Crédit d'auteurs
- Cet article est partiellement ou en totalité issu de l'article intitulé « 1059 » (voir la liste des auteurs).